# Anton Bierl
Anton Friedrich Harald Bierl (* 11. März 1960 in München) ist ein deutsch-schweizerischer Klassischer Philologe (Gräzist).

## Leben
Bierl wurde geboren als Sohn des Richters am Bayerischen Obersten Landesgericht Anton Franz–Xaver Bierl. Er studierte 1980 bis 1986 Klassische Philologie und Alte Geschichte an der Universität München, 1982/83 in Urbino. 1986 legte er das Erste Staatsexamen in München ab, 1987 wurde er Magister Artium. 1987 bis 1991 schloss er ein Promotionsstudium der Fächer Griechisch, Latein und Alte Geschichte in München an. Seine Dissertation (1990) erhielt das Prädikat „summa cum laude“.
Von September 1990 bis August 1991 war er Postdoctoral Research Associate an der University of Illinois, Oktober 1991 bis Januar 1994 wissenschaftlicher Assistent am Institut für Klassische Philologie der Universität Leipzig. Im Rahmen eines von der Deutschen Forschungsgemeinschaft geförderten Habilitationsstipendiums hielt er sich von Februar 1994 bis Januar 1996 als Gastwissenschaftler an der Harvard University auf. Im Februar 1996 setzte er seine Assistententätigkeit in Leipzig fort, die von seiner Habilitation 1999 abgeschlossen wurde.
Im Wintersemester 1999/2000 und im Sommersemester 2000 vertrat er den Lehrstuhl der Gräzistik an der Universität Heidelberg. Von April 2000 bis September 2002 war er Oberassistent am Institut für Klassische Philologie der Universität Leipzig. Seit Oktober 2002 war er als Nachfolger von Joachim Latacz ordentlicher Professor für Griechische Philologie an der Universität Basel. Seit April 2025 ist er emeritiert.
Bierl ist Mitglied der American Philological Association, der Mommsen-Gesellschaft und der Schweizerischen Vereinigung für Altertumswissenschaft.

## Forschungsschwerpunkte und Herausgebertätigkeit
Bierl beschäftigt sich mit den Verbindungen zwischen antiker Religion, antikem Mythos und der antiken Literatur, insbesondere mit der Poetik des Rituals, mit den Gattungen Drama, Lyrik und Epik (Homer) und mit dem antiken Roman. Daneben bilden der Dionysos-Kult, die moderne Inszenierung antiker Dramen und anthropologische, kulturwissenschaftlich-komparatistische und literaturtheoretische Fragestellungen ein Feld seiner Arbeit.
1994 gab Bierl als Festschrift für Hellmut Flashar zusammen mit Peter v. Möllendorff und unter Mitwirkung von Sabine Vogt einen Band „Orchestra. Drama-Mythos-Bühne“ mit 32 Beiträgen verschiedener Kollegen heraus. 2002–03 gab er für Joachim Latacz die Sammlung „Antike Literatur in neuer Deutung“ mit 18 Beiträgen europäischer und US-amerikanischer Forscher heraus. 2005 gründete er die Reihe „Basiliensia – MythosEikonPoiesis“ und veröffentlichte in ihr 2007 die Schrift „Literatur und Religion. Wege zu einer mythisch-rituellen Poetik bei den Griechen“.